# フアン・デ・ガライ
フアン・デ・ガライ（Juan de Garay、1528年 - 1583年）は、スペイン帝国のコンキスタドール。ブエノスアイレスの建設者として知られている。

## 経歴
出生地には議論がなされており、カスティーリャ地方のフンタ・デ・ビジャルバ・デ・ロサであると主張する研究者もいれば、バスク地方のビスカヤにあるオルドゥニャであると主張する研究者もいる。1543年に叔父とともにスペイン帝国からペルー副王領に向かい、フェリペ2世が君臨していたスペイン帝国の下、ペルー副王領で活動した。1561年には現在のボリビアにあるサンタ・クルス・デ・ラ・シエラの建設に携わり、1568年には現在のパラグアイにあるアスンシオンに移った。1573年にはパラナ川流域の遠征に参加し、今日のアルゼンチンにある多くの都市の建設者となった。1580年にはブエノスアイレスの（2度目の）建設者となった。